# Kodeks 071
Kodeks 071 (Gregory-Aland no. 071), ε 015 (von Soden) – grecki kodeks uncjalny Nowego Testamentu, paleograficznie datowany na V/VI wiek. Obecnie przechowywany jest w Houghton Library (SM 3735), jednej z bibliotek Uniwersytetu Harvarda. Kodeks zachował się we fragmentarycznym stanie, pomimo tego jest wykorzystywany w krytycznych wydaniach greckiego tekstu Nowego Testamentu. Tekst jest zgodny z aleksandryjską tradycją tekstualną.

## Opis
Do dziś zachował się jedynie fragment pergaminowej karty kodeksu. Oryginalna karta miała rozmiary 7 na 9,5 cm (według rekonstrukcji) i tak niewielki format jest rzadkością wśród rękopisów. Kształt karty również jest niezwykły, ponieważ szerokość karty jest większa od wysokości.
Fragment zawiera tekst Ewangelii według Mateusza 1,21-24 (strona recto); 1,25-2,2 (strona verso). Tekst pisany jest jedną kolumną na stronę, 13 linijek w kolumnie (według rekonstrukcji). Litery są kształtne i lekko pochylone.
Skryba był niezbyt uważny i popełniał błędy, ominął np. końcowe ς w słowie λεγοντες, poprawione zostało słowo τεχθεις. Błędy oraz opuszczenia zostały skorygowane przez późniejszego korektora, jednak nie wszystkie (pozostało oryginalne τεξετε zamiast τεξεται). Niektóre z wyblakłych liter zostały ponownie nadpisane przez późniejszego korektora ciemniejszym atramentem.
Stosuje dierezę. Nomina sacra pisane są w skróconej formie (κυ dla κυριου, υν dla υιον, Ιν dla Ιησουν, Ιυ dla Ιησου, θς dla θεος).

## Tekst
Grecki tekst kodeksu reprezentuje aleksandryjską tradycję tekstualną, bliską tekstualnie dla Kodeksu Synajskiego. Kurt Aland zaklasyfikował go do kategorii II.
Pełny tekst fragmentu:
| Verso [απο τ]ων [αμ]αρ[τιων αυ των τουτο δε ολον [γεγονεν ινα πληρωθη το ρη[θεν υ πο κυ δια του προφητ[ου λε γοντος ιδου η [θ] παρθενος εν γαστρι εξει και τεξετε υν και καλεσουσι το ονο μα αυτου Εμμανουηλ ο [εσ]τιν μεθερμηνευομε [νον] μεθ ημων ο θς εγερ [θεις δε] Ι[ω]σηφ απο του υπ [νου εποιη]σεν ως προς [εταξεν αυτ]ω ο αγγελ[ος | Recto [νωσκεν] αυ[την εως ου ε [τεκεν υ]ν και εκαλεσε[ν το [ονο]μα αυτου Ιν του δε Ιυ γεννηθεντος εν βη θλεεμ της Ιουδαιας εν η μεραις Ηρωδου του βασι λεως ιδου μαγοι απο ανα τολων παραγενοντοεις Ιεροσολυμα λεγοντε [που εστιν ο τε[ι]χθεις βα[σιλευς των Ιουδαιων ει[δομεν γαρ αυτου το[ω αστερα εν [τ]η ανατο[λη] |

Warianty tekstowe
Dwa warianty kodeksu są cytowane w krytycznych wydaniach tekstu Nowego Testamentu. W Ewangelii według Mateusza Ewangelisty 1,24 wspiera wariant εγερθεις zgodnie z rękopisami: Sinaiticus, Vaticanus, C, Z, rękopisy rodziny f1. Większość rękopisów ma διεγερθεις – C³, D, L, W, 087, f13 oraz rękopisy tekstu bizantyńskiego.
W Ewangelii według Mateusza 1,25 wspiera wariant υἱὸν (syn) – א, B, Z, 071, f1, f13, 33. Większość rękopisów przekazuje: τὸν υἱὸν αὐτῆς τὸν πρωτότοκον (jej pierworodny syn) – C, D, K, L (brak αὐτῆς), W, Δ, Π, 28, 565, 700, 892, 1009, 1010, 1071, 1079, 1195, 1216, 1230, 1241, 1242, 1365.

## Historia
Wydawcy fragmentu ocenili czas powstania na V albo VI wiek (ze względu na średnią wielkość liter oraz pochylenie liter). Obecnie datowany jest przez Instytut Badań Tekstu Nowego Testamentu również na V lub VI wiek.
Rękopis prawdopodobnie powstał w Egipcie. Znaleziony został przez Grenfella i Hunta na początku XX wieku. Na liście rękopisów znalezionych w Oksyrynchos figuruje na pozycji 401. Tekst wydany został przez odkrywców kodeksu w roku 1903. Wydawcy zauważyli pokrewieństwo tekstualne z Kodeksem Synajskim, porównali też jego tekst z tekst Westcotta i Horta oraz z Textus receptus, wyliczając zachodzące różnice.
W 1908 roku Caspar René Gregory dał mu siglum 071.
Rękopis początkowo był własnością Egypt Exploration Fund (EEP), został później przekazany Uniwersytetowi Harvarda ze względu na finansowanie prac archeologicznych w Oksyrynchos. Początkowo przechowywany był w Semitic Museum. Obecnie przechowywany jest w Houghton Library (3735).
Fragment jest cytowany w krytycznych wydaniach greckiego Nowego Testamentu. NA27 umieszcza go wśród świadków tekstu I rzędu, tj. zaliczyło go do rękopisów cytowanych w pierwszej kolejności.